# Kasteel van Sainte-Colombe-sur-Gand
Het Kasteel van Sainte-Colombe-sur-Gand is een kasteel (eigenlijk versterkt huis) in de Franse plaats Sainte-Colombe-sur-Gand bij Lyon.

## Geschiedenis

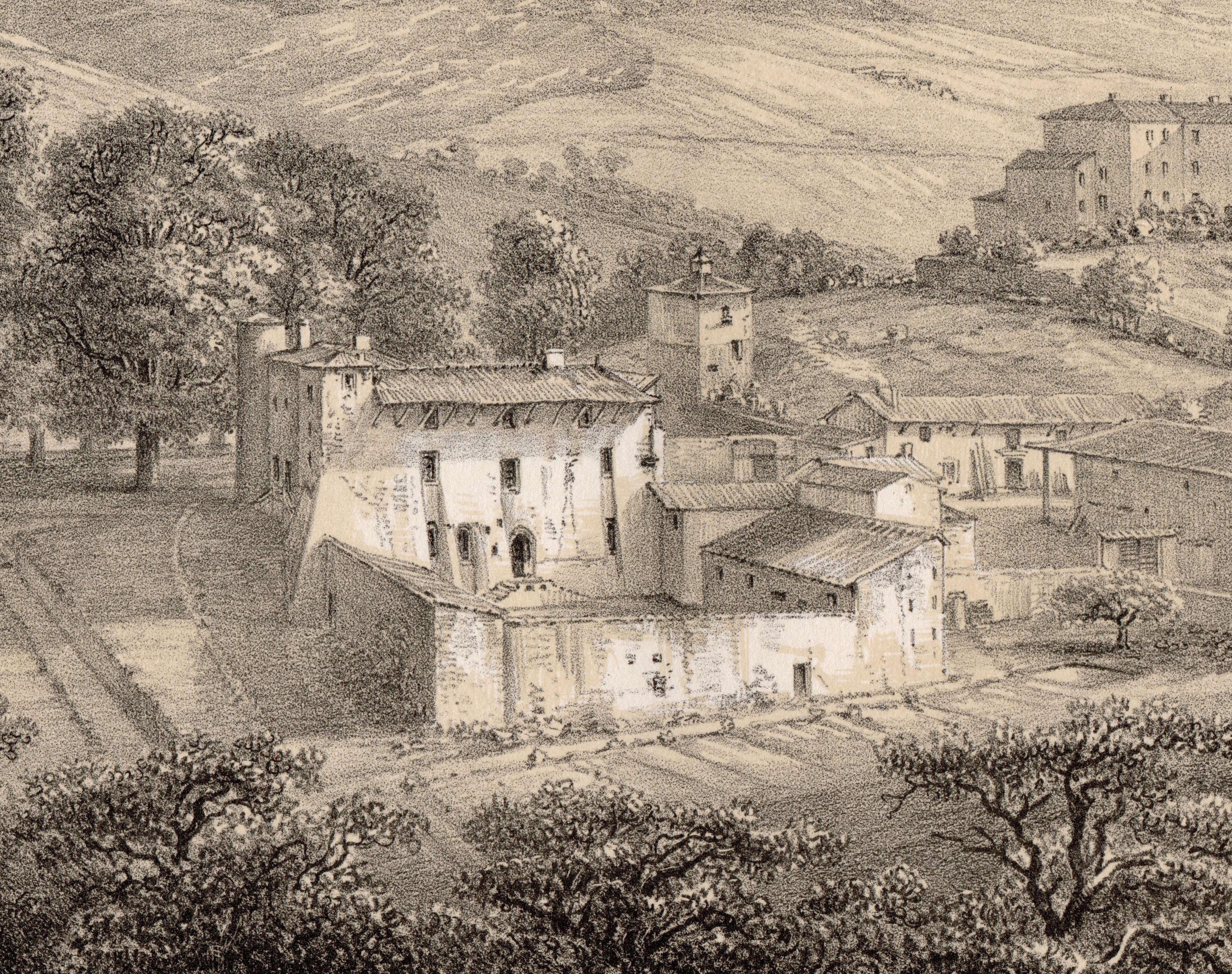
Het château omstreeks 1860. Lithografie door Louis Noirot.

Het kasteel was tot de Franse Revolutie de vaste verblijfplaats van de heren van Sainte-Colombe, een heerlijkheid, die afwisselend bij de heerlijkheid Beaujeu en het graafschap Forez hoorde. Eén van de drie torens draagt het gebeeldhouwde wapen van deze familie. De eerste heer van Sainte-Colombe, Arnaud de Saint-Marcel, wordt al in 1222 vermeld. Het is onzeker of het château ook van die tijd dateert. In de huidige vorm dateert het van de 16e eeuw. Bovendien werd Sainte-Colombe in december 1229, na een oorlog tussen Humbert V van Beaujeu en Guigues IV van Forez, aan de laatste toegewezen, op voorwaarde dat hij er geen vesting zou bouwen, "van hout noch van steen".
Het kasteel ligt op een plateau aan de rand van het dorp hoog boven de oevers van de Gand. Het heeft een L-vormige plattegrond met twee ronde torens en één rechthoekige toren. Het werd eind 19e eeuw ingerijpend verbouwd, waarbij het dak zijn huidige aanzien kreeg en waarbij verschillende neogotische details werden aangebracht, waaronder een dubbele galerij aan de noordkant.
Het château is tegenwoordig in het bezit van een stichting en is niet voor het publiek toegankelijk.